# Phelister insolitus
Phelister insolitus är en skalbaggsart som beskrevs av Schmidt 1893. Phelister insolitus ingår i släktet Phelister och familjen stumpbaggar. Inga underarter finns listade i Catalogue of Life.